# Evodinus clathratus
Evodinus clathratus là một loài bọ cánh cứng trong họ Cerambycidae.